# Coro
Coro är en stad i västra Venezuela och huvudstad i delstaten Falcón. Befolkningen uppgår till 284 266 invånare (2011).

## Historia
Staden Santa Ana de Coro grundades 1527 och är den äldsta staden i västra Venezuela. Staden är även européernas första bosättning i Amerika som fomellt blev betecknad stad.

## Turism
Den koloniala arkitekturen och naturen är stadens främsta turistmål. Det koloniala området är ett urbant landskap från 1700- och 1800-talet med kullerstensgator och typiska koloniala byggnader. En del av dessa byggnader är museum fullt med religiösa ikonmålningar och har ett nationalhistoriskt värde. I stadens nordöstra del ligger "Los Medanos de Coro", naturligt formade sanddyner som sträcker sig över ett stort område ända fram till havet. En timme norrut finns stränder populära för vindsurfing intill Paraguanáhalvön. En timmes färdväg söderut ligger samhället "La Sierra de Coro". Under klara dagar kan man härifrån se till Medanos, Paraguanahalvön och Santa Anabergen. I närheten ligger det arkeologisk området Urumaco.
Ekonomin i Coro baseras i huvudsak på delstatsregeringens utgifter. Handel, byggföretag och tjänsteföretag dominerar.